# Dryadaula placens
Dryadaula placens är en fjärilsart som beskrevs av Edward Meyrick 1920. Dryadaula placens ingår i släktet Dryadaula och familjen äkta malar. Inga underarter finns listade i Catalogue of Life.